# Ela Orleans
Ela Orleans est une chanteuse, compositrice, et multi-instrumentiste polonaise.

## Biographie
Ela Orleans est née à Oświęcim, en Pologne en 1971. Elle s'installe à Glasgow en 1998 et intègre le groupe Hassle Hound, sous le pseudonyme de Lizzy Swimmers. Elle déménage à Varsovie en 2000 où elle commence à enregistrer en solo. Son premier disque est publié en 2008, sous le nom de Low Sun/High Moon par le label italien Setola di Maiale. D'autres disques suivront dont une collaboration avec Dirty Beaches en 2011,.

## Discographie
- Low Sun, High Moon (2008, Setola Di Maiale)
- Ahata/Anahata (2009, La Station Radar; collaboration avec Skitter)
- Lost (2009, La Station Radar)
- The Strongest Walls Open as I Pass (2010, La Station Radar; collaboration avec Skitter)
- Double Feature (2011, Night People, La Station Radar; split avec Dirty Beaches)
- Mars Is Heaven (2011, La Station Radar, Atelier Ciseaux)
- NEO PI-R (2011, Clan Destine; compilation)
- Statement (2012, Clan Destine; split avec Slim Twig, Dirty Beaches, U.S. Girls)
- 80 Minutes of Funk (2012, Clan Destine; (split avec Curt Crackrach)
- De fléchettes (2013, Clan Destine; collaboration avec Skitter)
- Tumult in Clouds (2013, Clan Destine; double album)
- Upper Hell (2015, HB)
- Movies for Ears (2015, Parental Guidance; compilation)
- Circles of Upper and Lower Hell (2016, Night School; double album)